# Rune Larsson
Rune Larsson (Carl Rune Larsson; * 17. Juni 1924 in Stockholm; † 17. September 2016) war ein schwedischer Hürdenläufer.
Larsson wurde von 1946 bis 1951 sechsmal in Folge schwedischer Meister im 400-Meter-Hürdenlauf und gewann zudem 1947 und 1948 zwei Titel im 400-Meter-Lauf. International trat er erstmals bei den Leichtathletik-Europameisterschaften 1946 in Oslo in Erscheinung, als er in 52,5 Sekunden die Bronzemedaille im 400-Meter-Hürdenlauf hinter dem Finnen Bertel Storskrubb (52,2 Sekunden) und seinem Landsmann Sixten Larsson (52,4 Sekunden) errang.
Bei den Olympischen Spielen 1948 in London war Larsson ebenfalls erfolgreich. Im 400-Hürdenlauf belegte er in 52,2 Sekunden den dritten Rang hinter dem US-Amerikaner Roy Cochran (51,1 Sekunden) und dem Sri-Lanker Duncan White (51,8 Sekunden). Eine weitere Bronzemedaille gewann er als Schlussläufer der schwedischen 4-mal-400-Meter-Staffel gemeinsam mit Kurt Lundquist, Lars-Erik Wolfbrandt und Folke Alnevik hinter den Stafetten aus den Vereinigten Staaten und Frankreich. Dieselbe Platzierung mit der Staffel erreichte Larsson zwei Jahre später bei den Leichtathletik-Europameisterschaften 1950 in Brüssel.
Rune Larsson war 1,78 m groß und hatte ein Wettkampfgewicht von 70 kg. Er startete für den UoIF Matteus-Pojkarna. 1951 wurde ihm die Svenska-Dagbladet-Goldmedaille verliehen.